# Portão
Portão egy község (município) Brazília Rio Grande do Sul államában. Népességét 2022-ben 34 071 főre becsülték.

## Története
A jezsuita missziók megszűnése után, a 18. század közepétől kezdve a vidéket földadományokként osztották ki katonai családoknak vagy a császár barátainak, azzal a feltétellel, hogy benépesítsék a területeket és így védjék a határokat. 1788 végén a Rio dos Sinos völgyében e földek közül néhányat kisajátítottak, hogy létrehozzák a Real Feitoria do Linho Cânhamo kenderfeldolgozót, mely a portugál hajóknak gyártott köteleket. 1789-ben az Arroio Correa bal partján egy nagy kaput építettek (a mai Júlio de Castilhos utcán), hogy megakadályozzák az Estância Velha farmjain tenyésztett szarvasmarhák átszökését a patakon keresztül Rincão do Cascalho felé. Innen ered a település neve; portão = kapu.
A Feitoria hamar csődbe ment, a helyen pedig 1824-től németek kezdtek letelepedni, felvásárolták a földeket, a tanyákat kisbirtokokká alakították. A bőripar és a cserzőüzemek megjelenésével a kereskedelem megerősödött, a település pedig virágzani kezdett. 1927-ben Estação Portão néven São Sebastião do Caí kerületévé nyilvánították. 1938-ban átnevezték Portãora. 1963-ban függetlenedett és 1964-ben önálló községgé alakult.

## Leírása
Székhelye Portão, további kerületei nincsenek. A Caí és a Sinos folyó medencéi közötti vízválasztón fekszik. Távolsága Porto Alegretől, az állami székhelytől légvonalban 43 kilométer. Területe 157,4 km2, a beépített terület 22,4 km2. A község területén a legnagyobb tengerszint feletti magasság 204 méter, a legalacsonyabb 6 méter.